# Sandalus
Sandalus is een geslacht van kevers uit de familie Rhipiceridae. De wetenschappelijke naam van de soort is voor het eerst geldig gepubliceerd in 1801 door August Wilhelm Knoch.
De larven van deze kevers zijn parasitoïden van nimfen van cicaden. In 1920 ontdekte F. C. Craighead in West Virginia een larve van Sandalus niger die verpopte in de bodem, in de pop van een cicade. De volwassen mannetjes zijn 17-20 mm groot, vrouwtjes 22-25 mm. De voelsprieten verschillen tussen de geslachten; die van de mannetjes zijn flabellaat (met uitstekende slipjes aan een zijde), die van de vrouwtjes zijn getand (serraat).
Deze kevers komen voor in de Nieuwe Wereld, Oost- en Zuid-Azië en Afrika.